# Stunder att älska
Stunder att älska är ett album av det svenska dansbandet Stensons som utkom den 2004.

## Låtlista
1. Stunder att älska (Rune Gardell)
2. I tid och evighet (Jörgen Persson/Haidi Krohn)
3. Det är aldrig lätt att ta avsked (Åza Karlström)
4. Halvvägs mot himlen (Mats Larsson/Haidi Krohn)
5. Hi lili hi lo (B.Kaper/H.Deutsch)
6. Förlåt mig för allt Louise (Bo Nilsson)
7. Månen i ditt fönster (Odd Arverud/Keith Almgren)
8. Vi möts igen (Jörgen Lindahl/Steve Nilsson)
9. Längtan till min kära (Zerny Martinsson)
10. Flyg flyg min fågel (Annika Andersson)
11. Du är som stjärnorna (Roger Olsson)
12. Långt långt härifrån (Mats Larsson/Ulf Georgsson)
13. Will you still love me tomorrow (C.King/G.Goffin)
14. Kvällens sista dans (Tommy Kjellqvist)